# Amblyseius verginensis
Amblyseius verginensis är en spindeldjursart som beskrevs av Papadoulis 1995. Amblyseius verginensis ingår i släktet Amblyseius och familjen Phytoseiidae. Inga underarter finns listade i Catalogue of Life.